# Sacramento Mountains
Die Sacramento Mountains sind ein Gebirge in New Mexico. Sie stellen den Übergang zwischen zwei geologischen Provinzen Nordamerikas dar, den Great Plains im Osten und der Basin-and-Range-Provinz im Westen, deren östlichster Grabenbruch das Tularosa-Becken westlich der Berge darstellt.
Die Ausdehnung des Gebirges beträgt 137 km in Nord-Süd- und 68 km in Ost-West-Richtung. Es besteht aus mehreren Bergketten; die höchste davon ist der Sierra Blanca mit dem Sierra Blanca Peak (3649 m). Im Westen steigen die Berge als steile Schichtstufe auf, während sie im Osten langsam in die großen Ebenen der High Plains übergehen.
Ein großer Teil des Gebirges befindet sich im Lincoln National Forest einem Nationalforst. Auch befindet sich in den Sacramento Mountains das Reservat der Mescalero sowie das Sunspot-Observatorium (National Solar Observatory & Apache Point Observatory).